# Ánxel Álvarez Llano
Ánxel Álvarez Llano (Boo, Aller, 1958) es un escritor en lengua asturiana. Estudió filología hispánica en la Universidad de Oviedo y colaboró en diversas publicaciones periódicas, como Hojas Universitarias, Santa Casa, Lletres Asturianes y La Voz d´Ayer. En 1994 publicó Les agües muertes. En 1995 gana el premio Fernán Coronas de poesía, con Vieyos fuebos, fresques cenices. En 1996, escribe Güéspede del silenciu, compuesto por dos recopilaciones de poesía distintas, La mar con nome de muyer, que ganó en 1993 el premio Elvira Castañón, y El silenciu de la viesca, que ganó el premio Vital Aza de 1994. También es el editor de L´antoloxía del cuentu asturianu contemporáneu (1994), conjunto de relatos de doce autores de las dos generaciones del Surdimientu. Tradujo al asturianu la obra de Fulgencio Argüelles Letanías de lluvia. En 2001, ganó el premio Teodoro Cuesta de poesía, con el poemario Na mesma piedra.

## Premios

### Poesía
- Premio de poesía Elvira Castañón (1993) por La mar con nome de muyer
- Premio Vital Aza (1994) por El silenciu la viesca
- Premio Fernán Coronas de poesía (1995) por Vieyos fuebos, fresques cenices
- Premio Teodoro Cuesta de Poesía (2001) por Na mesma piedra
- Premio Fernán Coronas de poesía (2010)

### Narrativa
- Premios L'Horru del Carbayedo de Microrrellato en Asturiano (2013)[2]